# Sofia Lundgren
Sofia Lundgren, nascida em 1982, em Umeå, é uma futebolista sueca, que joga habitualmente a guarda-redes. Atualmente (2013), joga pelo Linköpings FC.

## Clubes
- Linköpings FC